# 甄
甄（しん、けん）は、漢姓の一つ。

## 中国の姓
甄（しん、けん）は、中華圏の姓。『百家姓』の205番目、五帝の最後の一人である帝舜の後裔である。2020年の中華人民共和国の統計では人数順の上位100姓に入っておらず、台湾の2018年の統計では289番目に多い姓で、698人がいる。
「甄」という字にはシン・ケンの二種類の読みがあり、広東語ではヤンになる（「湮・堙」などと同音）。
漢代以降の人物が知られる。ほかに北魏の郁原甄氏に由来する者もあるという（『魏書』官氏志）。

### 著名な人物
- 甄豊・甄邯・甄阜 - 前漢末期から新代の武将・政治家。
- 文昭皇后甄氏 - 三国時代の魏の初代皇帝曹丕の妻。
- 甄鸞 - 北周の数学者。『五経算術』などの著者として知られる。
- 甄立言 - 中国唐の医師・本草学者。
- ジェニー・ツェン（甄妮）- マカオ出身の歌手。本名は甄淑詩。
- マーティン・ヤン（甄文達）- 広東省出身の料理人。
- ドニー・イェン（甄子丹）- 香港の武術家・俳優・映画監督。
- クリス・イェン（甄子菁）- アメリカ合衆国の女優。ドニー・イェン（甄子丹）の実妹。
- キャリサ・ヤン（甄穎珊）- 香港の歌手・俳優。

### 架空の人名
- 『紅楼夢』には甄士隠と賈雨村という人物が登場する。それぞれ「真事隠・仮語存」（真の事は隠れ、うその言葉が残る）と同音である。

## 朝鮮の姓
甄（けん、キョン、朝: 견）は、朝鮮人の姓の一つである。

### 著名な人物
- 甄萱 - 後百済の始祖。
- キョン・ミリ （甄美里） - 韓国の女優。

### 氏族
黄澗甄氏の始祖は新羅末期の沙弗城(尚州)の豪族阿慈介で、全州甄氏の始祖は阿慈介の息子で後百済を立てた甄萱である。阿慈介は新羅真興王の子孫で本姓は李氏だったが、甄萱15歳の時姓を甄に変えた。甄萱はその後900年に完山州(全州)を占領して後百済を立てた。
| 氏族（地域） | 創始者 | 人数（2015年） |
| ------------ | ------ | -------------- |
| 広州甄氏     |        | 7              |
| 文澗甄氏     |        | 21             |
| 密陽甄氏     |        | 15             |
| 安城甄氏     |        | 38             |
| 完山甄氏     |        | 19             |
| 全州甄氏     | 甄萱   | 908            |
| 晋州甄氏     |        | 44             |
| 川寧甄氏     |        | 7              |
| 川龍甄氏     |        | 8              |
| 黄澗甄氏     | 阿慈介 | 151            |
| 黄潤甄氏     |        | 14             |

### 人口と割合
| 年度   | 人口    | 世帯数 | 順位         | 割合 |
| ------ | ------- | ------ | ------------ | ---- |
| 1960年 |         |        |              |      |
| 1985年 | 990人   |        | 274姓中158位 |      |
| 2000年 |         |        |              |      |
| 2015年 | 1,251人 |        |              |      |